# Antepipona cariniceps
Antepipona cariniceps är en stekelart som beskrevs av Giordani Soika 1979. Antepipona cariniceps ingår i släktet Antepipona och familjen Eumenidae. Inga underarter finns listade i Catalogue of Life.